# Emil Fischer
Emil Fischer (Philippopolisz, 1873. – Nagyszeben, 1964. május 9.) erdélyi német fényképész.

## Élete
Bulgáriában született egy csehországi karmester fiaként. Inaséveit Bukarestben, Gustav Wabernél töltötte 1887–91-ben, majd Brassóban, Carl Muschalek műhelyében dolgozott. 1897-ben vásárolta meg Asbóth Kamilla nagyszebeni műhelyét, a főtér 16. számú házában. Innen 1900-ban a Heltauergasse 5. sz. alá, a Transsylvania Biztosító épületének udvarába költözött, ahol nyugdíjba vonulásáig, 1959-ig dolgozott. Állandó munkatársa tizenöt évvel fiatalabb öccse, Josef Fischer volt.
Utcaképeit főként a szász városokban, a Szebeni-Hegyalja, a Hortobágy mente, Fogaras vidéke és a Barcaság román és szász falvaiban készítette, de Erdélyen kívül is fényképezett, összesen mintegy 230 településen. Leghíresebbé a két világháború között készült néprajzi fotói váltak. Mindezek mellett a Déli-Kárpátok hegyeit is fényképezte.
1904-től Ferenc József, 1920-tól I. Ferdinánd román király udvari fényképésze, 1930-tól a romániai fényképészek szövetségének elnöke volt. Nyolcezer darabból, főként üvegnegatívokból és pozitív papírképekből álló hagyatékát a Brukenthal Múzeum őrzi.